# 整數數列線上大全
整數數列線上大全是一个网上可搜索的整数数列资料库。它是数学上的重要资源，因每篇文章裡都记录了一个整数数列的首几个项、关键字和链接等。截至2020年7月，OEIS已经有超过370,000个数列。

## 歷史
尼爾·斯隆在1960年代中開始搜集整數數列，來幫助他在組合數學上的工作。他兩度將他的部分成果印刷成書：
1. The Encyclopedia of Integer Sequences （页面存档备份，存于）（1995年，ISBN 0-12-558630-2）
2. The On-Line Encyclopedia of Integer Sequences （页面存档备份，存于）（2003年，Notices of the American Mathematical Society 50 (8): 912–915）

這幾本書都得到很多迴響，隨之而來是不少數學家都提供了数量可观的新數列。這些資料多得不能再以書籍形式管理，當資料庫達16,000篇時，斯隆決定將它放到網上，首先是1995年的電子郵件服務，一年後成了網站服務。這個資料庫以每年增加一萬篇的速度成長。
斯隆辦了Journal of Integer Sequences （页面存档备份，存于） }，作為資料庫的衍生工作。
於整數數列線上大全上，第一篇是「Number of groups of order n」 A000001。

## 外部連結
- 官方网站
- Wiki （页面存档备份，存于） at OEIS